# Hemlingby

Karte über Hemlingby von 1765

Hemlingby ist ein Stadtteil im Süden von Gävle in Schweden, am Fuße des Hemlingbyberget.

## Geschichte
Hemlingby ist ein altes Dorf an der Küste, das Teil der Leidangsordnung war. Wegen seines Hafens und des Marktplatzes war Hemlingby um 1560 zum zweitgrößten Ort im Kirchspiel Valbo geworden. Das alte Dorf besteht aus zwei Straßen, die heute Teile des Hemlingbyvägen und Lövens Tä sind. 1760 gab es acht Gehöfte im Ort, das meiste Land gehörte den einflussreichen Gävler Familien Rettigs und Tolvfors. Die Gebäude wurden im Lauf der Zeit renoviert, das älteste in seiner Originalfassung erhaltene Haus ist die alte Schule von 1669. Sie wurde 1839 von Gävles Zentrum nach Hemlingby verlegt.

## Hemlingby friluftsområde
Das Hemlingby friluftsområde liegt drei Kilometer südlich von Gävles Zentrum in einem Naturreservat. Im friluftsområde liegt der Hemlingbyberget, mit zwischen 0,6 und 15 km langen Langlaufloipen, einem Skihang, Rodelhang und einem Snowpark.

## Hemlingby gravfält
Nördlich des friluftsområde liegt das Hemlingby gravfält, neben Gräbern wurde hier auch Abraum von eisenzeitlichem Bergbau gefunden. Man vermutet daher, dass Hemlingby schon zwischen 500 v. Chr. bis 1000 n. Chr. besiedelt war. Heute wachsen auf dem südlichen Teil des Grabfeldes seltene kalkliebende Pflanzen wie Berg-Klee und Steppen-Lieschgras.